# 中港電力
中港電力是香港的一間公司，於2005年由慧峰集團及中國電力投資集團（透過子公司中國電力國際有限公司；不是上市公司中國電力國際發展）合組成立，並提出以中國內地所生產的電力，以跨境電纜輸送到香港，以圖挑戰中華電力（簡稱「中電」）及香港電燈（簡稱「港燈」）對香港所作的電力供應壟斷地位。

## 歷史背景
香港的電力市場自開埠以來，一直都由兩家公司作地域性壟斷，其中香港島、鴨脷洲、南丫島的電力供應，全由港燈所提供；而九龍及新界（南丫島除外）的電力供應，則全由中電所負責。
產生這現象的原因，是因為香港的電力市場中，發電廠與輸電網屬同一家公司所有。專利權的存在，加上開辦電力公司的資本需求極高，而香港的土地面積只有1000多平方公里，電力市場的擴展空間有限。
在「利潤管制協議」下，兩家電力公司的准許回報率，是該公司所擁有的固定資產總值的13.5%，多出之利潤需撥入「發展基金」內，以備將來有需要時使用。不過，兩家電力公司為增加利潤，便以不同的手法來增加收入。最常見的情況，是兩家公司不斷擴大其固定資產總值，使回報率（利潤與固定資產總值的比例）降低，之後再向政府以回報率不足為由，申請加收電費。中電由於有數十億元的「發展基金」，故此不須每年加收電費。但港燈的「發展基金」遠較中電的少，而港燈為了想把回報率盡量貼近准許回報率（廣東話俗語中所說的「賺到盡」），即使在1997年－2003年香港經濟不景氣之時，港燈仍然不顧市民的反對，每年加收電費，令維多利亞港兩岸的電費差距越來越大。而這情況到現時仍然持續。
香港政府有鑑電力公司以擴大其固定資產總值以增收電費的情況越來越嚴重，加上隨著社會的進步，原有對兩家電力公司的「利潤管制協議」已顯得不合時宜，而社會對環保的意識日高，引發了可再生能源在香港使用的可行性，以及對兩家電力公司的「利潤管制協議」於2008年到期等因素，故此香港政府在2000年代展開了對電力市場架構的檢討。正當社會對此事議論紛紛之際，中港電力的出現，則為香港的電力市場打破了長年由中華電力及香港電燈所擁有的電力供應壟斷地位，為香港各界所側目。

## 發展歷程

### 醞釀期
2005年3月28日，慧峰集團及中國電力投資集團公司（下稱「中電投」）達成協議，合資組成中港電力發展有限公司(此公司），該公司將於中國內地發電，並透過跨境電纜輸送到香港，向香港用戶供電。當中，中電投佔70%股權，而慧峰集團則佔30%。
2005年3月30日，香港政府經濟發展及勞工局局長葉澍堃表示，政府歡迎有興趣的公司加入香港電力市場，但需要更進一步的研究，並必須確保香港電力供應的穩定和可靠性。他認為，廠網分家技術上是可行的，但當中的細節如內地供電來港多少，會否建新網等仍是未知數。
而慧峰集團主席潘國濂在接受媒體訪問時表示，中港電力向香港供電將分兩期進行。第一期會先向大型用戶直接供電。而採購變壓器以及電纜等設備需要幾個月時間，只要待舖設電纜的工程完成，預計最快便可以於年內實施供電計劃。但有關的投資數以十億元計，不排除慧峰需要在證券市場集資。他亦透露目前正在與多家大型商業客戶商討供電計劃，只要客戶認為價錢合適，對他們的供電有信心，便可以馬上簽約。但第二期的計劃要等香港政府的電力改革計劃完成後才可進行。他希望當兩電聯網後，其他公司只須支付過網費，便可使用中華電力及香港電燈的電網來供電。（據當時的消息所指，中港電力的準客戶包括香港迪士尼樂園以及九廣鐵路）
潘國濂亦指出，影響香港電價的因素，除了利潤管制計劃之外，還包括廠址、機組、原料、環保要求及碼頭設施，但香港的電廠所有的原料全由外地入口，並佔用沿岸碼頭很多空間，如果改在內地建電廠再輸電到港，這些煤碼頭便可以變為更具經濟價值的貨櫃碼頭。故此該公司的另一個計劃，是與中電及港燈合作，在中國內地興建電廠再輸電到港。而他引述與中電投總經理王炳華的談話時指出，中方的考慮因素是計劃是否受到香港人歡迎，以及會否對香港整體經濟及社會產生效益。而潘國濂認為這兩個答案都是肯定的，故此當開始這計劃後便不會停下來，直至所有想使用其公司所提供的服務之香港人都獲供電為止。
2005年4月4日，香港報章《蘋果日報》引述一位消息人士指出，慧峰正著手解決如何能儘快向本港用戶供電的問題。其中一個方案，是租用香港地鐵沿線為列車供電的輸電系統，並向香港地鐵支付每度電0.1港元的「過網費」，藉此作為中港電力覆蓋港島及九龍區的主幹電網，有關途徑完全不需經過兩電的電網，但不少電力專家也質疑計劃的可行性，其後地鐵及慧峰均對有關消息作出否認。
2005年4月29日，中電投召開股東大會，該公司的副總經理李小琳在會後表示，母公司中電國際已就進入本港電力市場向政府提交供電方案，但由於正處於研究階段，李小琳稱暫時不便透露具體方案。她坦言，集團「非常有興趣」到港發展電力市場，又指公司在電力行業的經驗豐富，相信日後定能為港提供安全、穩定、清潔、可靠的優質電力服務。而中電投身為中國五大電力集團之一，故不用擔心當中港兩地電力聯網時，會導致類似在2003年美國及加拿大所發生的大停電。
她亦指出香港的兩家電力公司，其實近年亦參與很多內地電力投資，中電投與他們的關繫亦非常密切，雙方今後仍有很多合作空間，相信只須「溝通」便有成果。她亦表示仍在研究香港電費下調幅度的具體方案，最終要視乎香港法規及諮詢結果才能決定。但強調未來本港電力市場需確保為本港提供穩定、安全及可靠的供電。同時需符合本港市民福祉。
而該公司總經理王炳華補充，廣東電力市場於2007年初供求將會出現變化，而南方電網和香港電網未來的關係相信會更加密切。現時公司在旗下南方電網擁有的資產，包括廣東大亞灣核電廠10%權益，及擁有廣西梧州共15臺、每臺達4.5萬千瓦的水電站，料首批電站最快在明年底便可投產，有關電力資產可為未來供電所需並為香港所有客戶提供滿意而合理的電價，惟他不肯評論當時香港電價是否過高。
而中港電力的另一股東慧峰集團，其主席潘國濂則在另一場合多番強調中電投的發電容量是香港的四倍。她們的實力毋須懷疑，而進展亦非常順利。並有意拆出其出版業務上市，以便此後專注能源業務發展。
2005年4月30日，香港政府於當日完成就2008年後本地電力市場發展進行的咨詢之意見收集。其中，港燈及中電的立場一致，認為本港現時尚未具備、向第三者開放電網的條件。港燈更要求港府「不應為變而變」，並擔心若新公司一旦停電，會拖累香港整個電網，故此建議當局保留實行已久的規管架構，認為此舉為電力公司帶來明朗的投資環境，可以鼓勵電廠投資一些保護環境的設施。。而中港電力的兩名股東——中電投及慧峰集團均分別重申，具備輸電來港的實力，而其他有意參與香港電力市場的公司，包括華潤電力及威華達。
2005年6月7日，有消息傳出中電投已於前一周已與內地最大的南方電網公司簽下意向書，一旦南方電網能覆及香港，中國電力國際將予租用。此外，南方電網高層更與經濟發展及勞工局局長葉澍堃會面，以促進進入香港的可能性。而南方電網目前的電力網已經鋪至羅湖口岸，只要獲香港政府批准隨時可越境進入香港。而現時有份售電予香港的大亞灣核電廠有獨立電網輸港，內地電業人士認為，中國電力要向香港輸電的技術問題並非如外界所想的困難。
2006年1月4日，中港電力宣佈引入南方電網成為股東，並集資約1億元，向南方電網買電，再自行建電網，輸往香港。李小琳透露，該公司預計可於今年上半年向新界北區及港、九小部份非住宅用戶供電。但沒有透露電價會否比中電及港燈便宜。根據《三方股東框架協議書》，中電投將持有中港電力50%權益，而南方電網及慧峰集團則各持有35%及15%權益。
身兼中電投副總經理的李小琳表示，是次簽訂的協議書，標誌著以「為香港提供可靠、穩定且清潔的能源」邁出實質一步。她又指，香港電力市場開放與否，非問題所在，根據電力諮詢文件，香港及內地可互相供電，只要遵守香港法律，便可進入市場。中港電力著眼於開拓新用戶，並且會與港府作良好溝通，相信港府支持對香港市民有利的事。
她並預計中港最快於上半年便可以通過南方電網，透過在廣東省鋪線落實供電計劃，因涉及商業機密，故末有透露供電計劃詳情，只謂在目前並無競爭的情況下，電費保持在一定水平，但是在合理機制下，電費可望向下調整。未來的電費計算，則需要考慮用戶及發電商方面的問題，香港電網開放則屬大勢所趨。屆時中港電力只會作少批量向港島及九龍區用戶供電，但毋須通過港燈及中電的網絡發展。至於中港電力會否向住宅用戶供電，由於箇中問顯較為複雜，需要由技術小組研究。她亦提及中港電力三個股東各有特點，她指南方電網可以發揮其監管作用，從而可安全穩定地供電；而中電國際則有供電設施，從而與南方電網互相配合。
而香港經濟發展及勞工局在回應關於中港電力表示有意向香港用戶供電時表示，有關公司曾向該局表示有興趣供電給香港用戶，亦毋須使用香港現有兩家電力公司的輸電網絡，但局方未有收到具體建議。

### 開展期
2006年1月16日，香港政府地政總署表示，已收到中港電力在沙頭角鋪設輸電網申請，向區內居民供電。該署表示，會諮詢經濟發展及勞工局和有關部門意見，並按既有程序處理，並考慮環境、規劃及安全。同日，《明報》引述消息人士指出，中港電力除向沙頭角供電之外，另一個目標是在新界西北面及大嶼山興建三個變電站提供大約1000兆瓦的電力，以供電予香港用戶。該公司聲稱，若有需要的話，可進一步增加電源點及變電站，並擴展輸配電網而為了搶客與中電競爭，中港電力準備向客戶提供較現時中電收費低最少兩成的優惠，如果政府阻撓，中港電力將不惜跟政府對簿公堂。

## 各方回應
對於中港電力在香港開展供電業務，各方的反應不一。

### 學者
2005年3月30日，中港電力公布供電計劃，但學者大多抱有懷疑態度。
其中，香港浸會大學香港能源研究中心主任周全浩預計，如果有新公司加入香港的電力市場，電費可望下調10-15%。但香港政府屬下的能源咨詢委員會成員林本利表示，在香港地區投資電廠涉及百億元，而電網的耗資更是一個天文數字，因中電早年為新界新市鎮發展而鋪設電網已耗資300多億元，故此，如中港電力於全港舖設電網，耗資會高達千億。新公司成立初期，雖然可以只向旗下的客戶供電，而在外國亦有電廠只向機場及鐵路供電。但隨著工廠北移至內地，香港電力市場增長空間有限。而穆迪亞太企業評級高級副總裁劉長浩更直言香港的電力市場規模細小，難以容納3間電力公司。

### 中電及港燈
香港的電力供應長年由中華電力及香港電燈所壟斷，故此它們是香港電力市場的既得利益者。對於中港電力的加入，兩家公司不約而同抱反對的態度。兩家公司都以電網是私人資產為由，拒絕開放予第三者。時任港燈董事總經理曹棨森於2005年4月29日表明，港燈將拒絕開放電網給新的電力公司，並擔心若新公司一旦停電，會拖累香港整個電網。
對於當時有市場人士指，新電力公司可採取架空電纜供電，曹棨森亦表示，現時並非開放電網的時機。他重申，在港島區設網困難度將較九龍及新界為高，其中地形及成本上都不佔優勢，至於架空電纜成本則相當昂貴。
中華電力常務董事阮蘇少湄於2006年1月16日召開記者招待會，她指出中港電力沒有與港燈和中電集團接觸，不知道其輸電給港的詳情。惟質疑中港電力動用一億港元以上在2006年上半年向香港用戶的輸電計劃，能否提供穩定供電來源可能對供電的穩定性構成風險，而華南地區已經是缺電嚴重，質疑中港電力供電給香港能否可靠。她認為，內地要在技術、環保及電價方面，發展一段時間後，才可以開放本地市場。她並以中電的電費水平與外國比較，中電在港提供的電費相當便宜。儘管有新公司加入競爭，未必能使本地電價下調。

### 香港市民
對於中港電力以低於中華電力的電價供電，香港市民普遍表示歡迎。其中，新界沙頭角商會主席曾玉安表示興奮，「市民簡直就像由沉睡中驚醒過來！」他指出，現時沙頭角經濟處於低點，若中港電力輸「平價電力」往該區能夠成事，再配合政府開放禁區的政策，可以刺激區內市道，商舖不會十室九空，屆時沙頭角定必有一番新景象。 （页面存档备份，存于）

## 外部連結
- 慧峰集團對中港電力所作出的介紹（页面存档备份，存于）